# بورونية
البورونية (الاسم العلمي: Boronia) هي جنس من النباتات تتبع الفصيلة السذابية من رتبة الصابونيات.

## أنواع البورونية
- بورونية باردة
- بورونية بوليفية
- بورونية ريشية
- بورونية صغيرة الأوراق
- بورونية فراسيرية
- بورونية ليمونية الرائحة
- بورونية رخوة
- بورونية مفرضة
- بورونية منشارية
- بورونية مولرية
- بورونية صوفية
- بورونية جرداء
- بورونية أسلية
- بورونية أليفة الصخور
- بورونية باسقة
- بورونية بهية
- بورونية بومانية
- بورونية بيضاء الأزهار
- بورونية بيضوية
- بورونية ثلاثية
- بورونية ثمانية الأسدية
- بورونية ثنائية التفرع
- بورونية جذابة
- بورونية جلدية
- بورونية جناحية
- بورونية حصالبانية
- بورونية منعزلة
- بورونية خشنة
- بورونية خضراء الأزهار
- بورونية جميلة
- بورونية خلنجية الأوراق
- بورونية خيطية الأوراق
- بورونية خيمية
- بورونية دقيقة
- بورونية ذات رائحة
- بورونية رائعة
- بورونية رباعية الأسدية
- بورونية رباعية الزوايا
- بورونية رؤيسية
- بورونية ثنائية الريش
- بورونية منتنة
- بورونية سماوية
- بورونية سميكة الأوراق
- بورونية سميكة الساق
- بورونية سنانية
- بورونية سنمية
- بورونية شاذة
- بورونية معينية الشكل
- بورونية شبه مسننة الحوافي
- بورونية شعرية
- بورونية صغيرة الأزهار
- بورونية صغيرة
- بورونية ضيقة الكأسية
- بورونية عامودية
- بورونية عسماء
- بورونية عسيلية
- بورونية عصوية
- بورونية غرانيتية
- بورونية غربية
- بورونية غونية
- بورونية قطنية الأزهار
- بورونية قليلة الأزهار
- بورونية كثيرة الأزهار
- بورونية لاطئة
- بورونية لينة
- بورونية متباينة الأوراق
- بورونية مترامية
- بورونية متسامحة
- بورونية متشعبة
- بورونية متصلبة
- بورونية متقاربة
- بورونية عديمة الورق
- بورونية مخرزية الأوراق
- بورونية مخططة
- بورونية مسننة
- بورونية معانقة
- بورونية مغزرية الورق
- بورونية ملتبسة
- بورونية ملتفة
- بورونية ملعقية
- بورونية مفترشة
- بورونية منثنية
- بورونية منفية
- بورونية ناحلة الساق
- بورونية نبوتية
- بورونية نهرية
- بورونية ويلسونية
- بورونية ياقوتية